# Giovanni Bonanno
Giovanni Bonanno (Palermo, 26 aprile 1925 – Mantova, 1º febbraio 2008) è stato un allenatore di calcio italiano.

## Carriera

### Giocatore
Dal 1950 al 1955 ha militato nell'Acireale, con cui oltre ad una stagione in Serie C ed a 3 stagioni in Promozione (massimo livello regionale dell'epoca) di cui una conclusasi con una promozione ha militato per un anno (nella stagione 1952-1953) in IV Serie.
Nel 1957 viene messo in lista di trasferimento dal Palermo.

### Allenatore
Nella stagione 1964-1965 ha sostituito Oscar Montez (a cui fino al 14 ottobre 1964 faceva da vice) sulla panchina del Mantova, in Serie A, venendo poi a sua volta esonerato a stagione in corso in favore di Giacomo Mari dopo due partite chiuse con altrettante sconfitte per 1-0. L'anno seguente ha allenato la Nissa, con cui ha ottenuto un terzo posto nel campionato siciliano di Prima Categoria. Successivamente ha lavorato come allenatore in seconda al Palermo, ottenendo una promozione dalla Serie B alla Serie A nel suo primo anno e rimanendo nella società siciliana anche nelle due successive stagioni in massima serie, oltre che nelle prime 18 giornate della stagione 1970-1971, nuovamente in Serie B; ha lasciato la società siciliana in seguito alle dimissioni di Carmelo Di Bella, alle cui dipendenze aveva lavorato come vice. Nella stagione 1976-1977 ha allenato il Monopoli, con cui ha ottenuto un quarto posto in Serie D, mentre l'anno seguente ha allenato il Nardò, sempre nella medesima categoria. Nella stagione 1978-1979 allena dalla 23ª alla 30ª giornata di campionato in coppia con Helenio Herrera il Rimini, impegnato nel campionato di Serie B; dalla 30ª alla 38ª (ed ultima) giornata è invece l'unico allenatore della squadra romagnola, che arrivando penultima in classifica retrocede in Serie C1. Nella stagione 1981-1982 ha allenato per cinque partite (dalla sesta alla decima giornata di campionato) il Mantova, impegnato in Serie C1, conquistando 2 vittorie, un pareggio e 2 sconfitte. Nella parte finale della stagione 1982-1983 subentra sulla panchina della Palmese, nel campionato di Serie C2, non riuscendo ad impedirne la retrocessione nel Campionato Interregionale.